# I Can't Stand It
I Can't Stand It è un singolo del cantautore britannico Eric Clapton, pubblicato nel 1981 ed estratto dall'album Another Ticket.

## Tracce
- 7"

1. I Can't Stand It
2. Black Rose

## Classifiche
| Classifica (1981) | Posizione raggiunta |
| ----------------- | ------------------- |
| Stati Uniti       | 10                  |